# Національний парк Гамбелла
Національний парк Гамбелла, також пишеться Національний парк Гамбела, є великим національним парком в Ефіопії, що займає площу 5,016 км2. Національний парк, розташований за кілька сотень кілометрів від Аддіс-Абеби.  Він був створений у 1974 році , але протягом більшої частини своєї історії, ним не керували ефективно, тому він мало популярний серед туристів, хоча має великий потенціал, адже він знаходиться на шляху найбільшої у світі міграції копитних тварин, у якій бере участь 6 млн антилоп.

## Історія
Гамбела був заснована у 1974–1975 роках для захисту середовища проживання дикої природи, особливо нільського лечве та біловухого коба, двох видів антилоп, які на той час вважалися під загрозою зникнення.   Популяція тварин у парку скоротилася через сільське господарство,  вирощування бавовни, полювання, браконьєрство та створення таборів для біженців, особливо після голоду 1983–1985 років в Ефіопії та після громадянської війни у Судані. 
У 2012 році Бантайєху Васійхун, голова офісу парку, сказав, що триває розвиток інфраструктури, щоб зробити Гамбеллу більш зручним для туристів. Організація з управління парком African Parks і Дослідницький центр Африканського Рогу Аддіс-Абебського університету працювали з представниками парку над розробкою планів покращення безпеки та структури Гамбелли. 

## Тваринний і рослинний світ

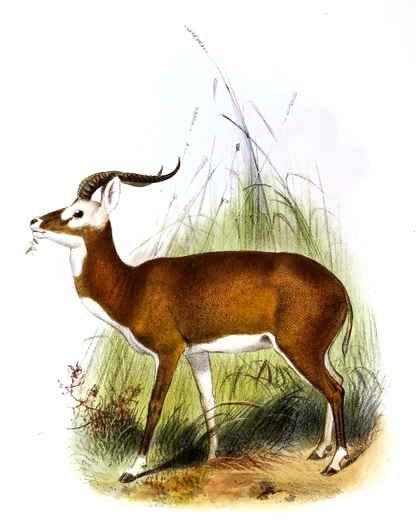
Біловухий коб (K. k. leucotis) є основним видом національного парку Гамбелла.

Національний парк Гамбелла має одну з найбільших концентрацій дикої природи в Ефіопії.  У заповідній зоні зустрічається шістдесят дев’ять видів ссавців, у тому числі африканський слон, африканський буйвол, кущова свиня, звичайний бородавочник, нубійська жирафа, бегемот, нільський лечве, тянг,  коб звичайний, гепард, леопард, лев, чорно-білий колобус, оливковий павіан, мавпа пата і плямиста гієна.  
У парку також живуть стада бохорського редунки, бушбака, гну, орибі, звичайного редунки, чалої антилопи та біловухого коба.  Міграція біловухого коба є першою за величиною міграцією копитних в Африці та світі.  У 2015 році Африканські парки та Управління охорони дикої природи Ефіопії вперше обстежили популяцію жирафів у парку та оцінили її у 100-120 особин. Жирафів Гамбелли відносять до нубійського підвиду.    У 2005 році МСОП визначив Гамбеллу охоронюваною територією левів.
У парку зареєстровано 327 видів птахів, у тому числі сезонних мігрантів. Тут зустрічаються водоріз африканський, амарант масковий, таміка, вінценосний журавель, бігунець єгипетський, вдовичка рудошия, африканська зелена бджолоїдка, пелікан, бджолоїдка червоногорла, лелеки, очеретянки, грифи та  близько 40 видів хижих птахів.  

## Охорона
Зусилля щодо зменшення браконьєрства подвоїли кількість диких тварин у парку між 2008 і 2012 роками. 